# 納哈爾定居點

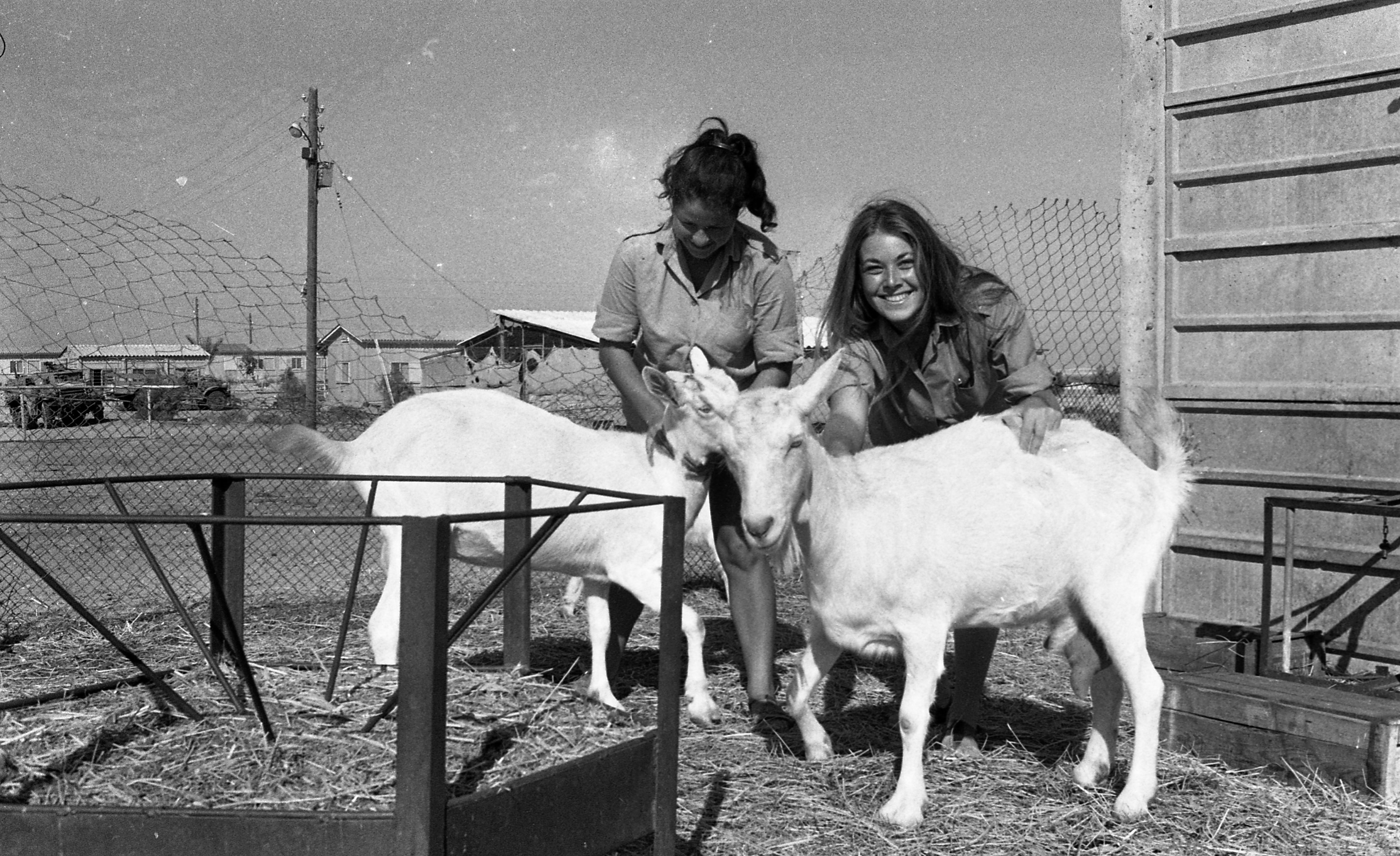
1969 年在西奈半岛的Nahal Yam 定居点，在1973年遭廢棄，以色列国家图书馆 Dan Hadani 收藏。

納哈爾定居點（希伯來語：‎ , Hiahzut Nahal ) 是納哈爾士兵在以色列和以色列占领区建立的定居点。尋求在整塊以色列土地上發展和擴張犹太人定居点曾经是納哈爾军旅的主要目標，主要透过Garin （“种子”）计划推行。 每个納哈爾定居点的發展目标均是最終成为一个平民定居点，并在將来可能发生的阿拉伯勢力入侵中作為第一道防线，同时为在外围地区作战的军队提供行动基地和资源。 
这种鼓励定居的方法在不太宜居的地区（主要是在内盖夫、加利利、阿拉巴以及六日战争之后的西岸、加沙地带、戈兰高地和西奈半岛）特别有效。第一个納哈爾定居点是纳哈爾奥兹，位于靠近加沙地带边界的内盖夫沙漠西北部。現時，許多納哈爾定居点已完全成為平民定居点，許多基布兹在最初為纳哈尔定居点。最后一个納哈爾定居点已于 2001 年关闭。